# Cantone di Castelnau-de-Médoc
Il Cantone di Castelnau-de-Médoc era una divisione amministrativa dell'arrondissement di Lesparre-Médoc.
A seguito della riforma approvata con decreto del 20 febbraio 2014, che ha avuto attuazione dopo le elezioni dipartimentali del 2015, è stato soppresso.

## Composizione
Comprendeva i comuni di:
- Arcins
- Arsac
- Avensan
- Brach
- Cantenac
- Castelnau-de-Médoc
- Cussac-Fort-Médoc
- Labarde
- Lacanau
- Lamarque
- Listrac-Médoc
- Margaux
- Moulis-en-Médoc
- Le Porge
- Sainte-Hélène
- Salaunes
- Saumos
- Soussans
- Le Temple